# Europiella decolor
Europiella decolor ist eine Wanzenart aus der Familie der Weichwanzen (Miridae).

## Merkmale
Die Wanzen werden 2,2 bis 3,1 Millimeter lang. Die Arten der Gattung Europiella sind kleine, blass braun-grau gefärbte und mit blassen Haaren versehene Weichwanzen. Die Basis des Cuneus der Hemielytren ist blass und die Sporne der Schienen (Tibien) entspringen aus schwarzen Punkten. Man kann sie von den ähnlichen Arten der Gattung Psallus durch ihr schwarzes erstes Fühlerglied unterscheiden. Man kann die Art von Europiella artemisiae morphologisch nicht sicher abgrenzen, Europiella decolor ist aber in der Regel blasser gefärbt als die ähnliche Art.

## Vorkommen und Lebensraum
Die Art kommt an den Küsten Europas von Norwegen bis zur Iberischen Halbinsel und außerdem östlich über Südosteuropa, Zentralasien und Sibirien bis nach China vor. Sie ist auch in Nordamerika verbreitet. In Deutschland findet man sie nur an der Nordseeküste, wo sie mancherorts nicht selten ist. n Deutschland werden nicht zu intensiv bewirtschaftete Salzwiesen mit reichlich Bewuchs von krautigen Pflanzen besiedelt.

## Lebensweise
Die Wanzen leben an Strand-Beifuß (Artemisia maritima). Pro Jahr treten vermutlich wie bei Europiella artemisiae zwei Generationen auf. Die Adulten können von Juni bis September beobachtet werden.

## Belege